# Ciro Guerra

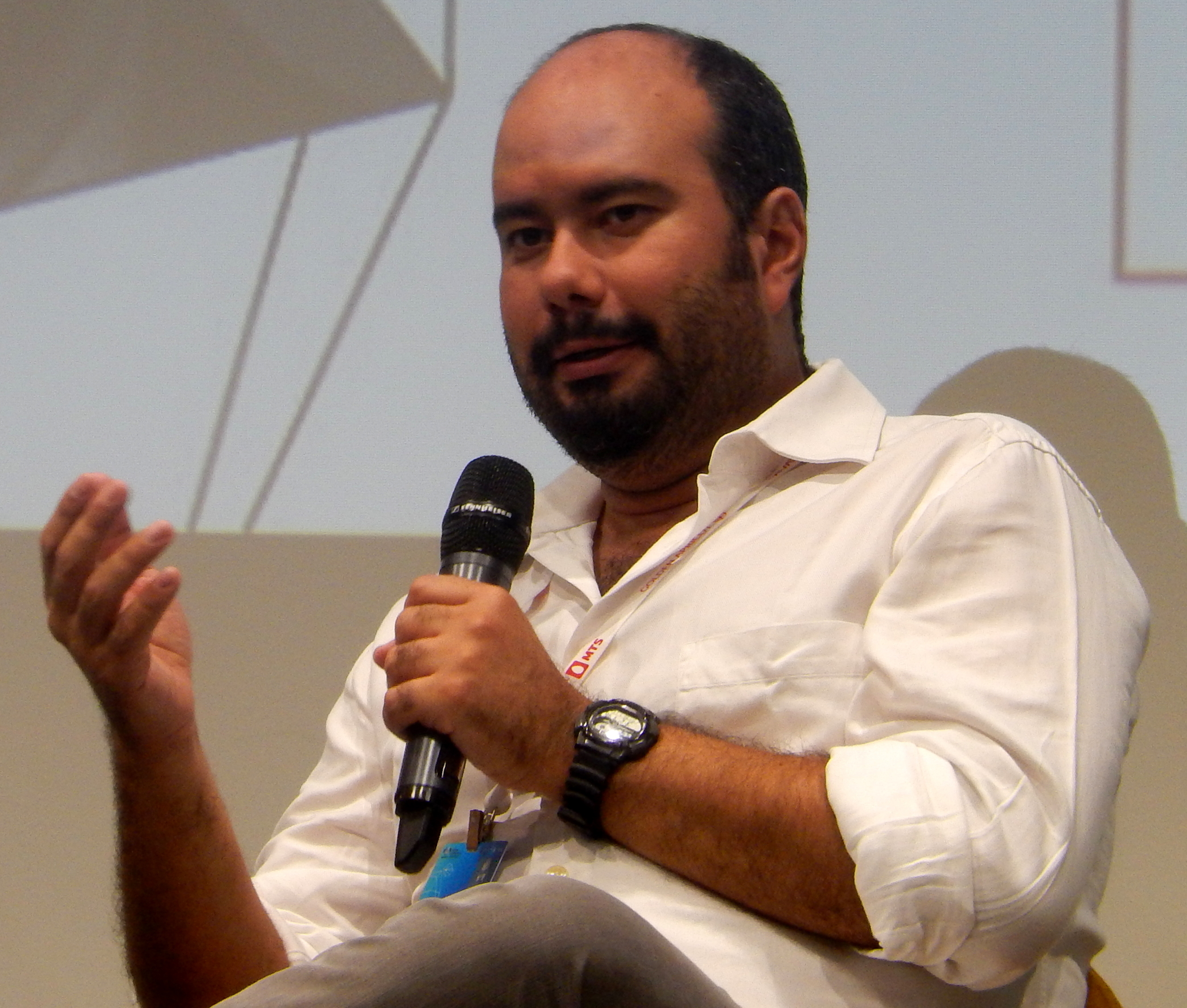
Ciro Guerra (2017)

Ciro Alfonso Guerra (* 6. Februar 1981 in Río de Oro, Departamento del Cesar) ist ein kolumbianischer Filmregisseur.

## Leben
Guerra studierte an der Universidad Nacional de Colombia Kino und Fernsehen. Er war zunächst als Kurzfilmregisseur tätig und veröffentlichte 1999 den Dokumentarfilm Jairo Pinilla, cineasta colombiano sowie 2001 den Kurzanimationsfilm Intento. Sein erster Langfilm wurde das 2004 erschienene Werk La sombra del caminante, das Guerra im Alter von 20 Jahren begann und das unter anderem auf dem Festival Internacional de Cine de San Sebastián und dem Tribeca Film Festival gezeigt wurde. Der Film wurde 2005 Kolumbiens Beitrag für den Oscar in der Kategorie Bester fremdsprachiger Film, erhielt jedoch keine Nominierung für den Preis. Auch Guerras zweiter Spielfilm Die Reisen des Windes, der im Stil eines Roadmovies von einem verwitweten Akkordeonspieler und seiner Freundschaft zu einem Jungen erzählt, wurde auf zahlreichen internationalen Festivals gezeigt und auf den Internationalen Filmfestspielen von Cannes 2009 mit dem Preis der Stadt Rom ausgezeichnet. Auf dem Festival Internacional de Cine de Cartagena de Indias gewann der Film Preise für den besten kolumbianischen Film, den besten Film und die beste Regie. Guerra hatte vier Jahre an dem Film gearbeitet; auch dieser Film wurde als Kolumbiens Beitrag für den Oscar als Bester fremdsprachiger Film eingereicht.
Im Jahr 2015 erschien Guerras dritter Spielfilm Der Schamane und die Schlange. Der Schwarz-Weiß-Film, der im Amazonas spielt, handelt von dem Schamanen Karamakate, der 1909 den deutschen Wissenschaftler Theodor Koch-Grünberg und 1940 den Amerikaner Richard Evans Schultes begleitet, die beide auf der Suche nach einer heiligen Wunderpflanze sind. Der Film wurde 2015 auf den Filmfestspielen von Cannes im Rahmen der Sektion Quinzaine des réalisateurs uraufgeführt und 2016 für einen Oscar in der Kategorie Bester fremdsprachiger Film nominiert. Es ist das erste Mal, dass ein kolumbianischer Film in dieser Kategorie nominiert wurde.
2019 wurde er bei der 72. Auflage des Filmfestivals von Cannes als Jurypräsident der Sektion Semaine de la critique ausgewählt.

## Filmografie
- 1998: Silencio (Kurzfilm)
- 1999: Documental siniestro: Jairo Pinilla, cineasta colombiano (Dokumentarfilm)
- 2000: Alma (Kurzfilm)
- 2001: Intento (Kurzanimationsfilm)
- 2004: La sombra del caminante
- 2009: Die Reisen des Windes (Los viajes del viento)
- 2015: Der Schamane und die Schlange (El abrazo de la serpiente)
- 2018: Birds of Passage – Das grüne Gold der Wayuu (Pájaros de verano) Zusammen mit Cristina Gallego
- 2019: Waiting for the Barbarians

## Auszeichnungen (Auswahl)
- 2009: Preis der Stadt Rom, Cannes 2009, für Die Reisen des Windes
- 2010: Preis für den besten Film und die beste Regie, Cartagena Film Festival, für Die Reisen des Windes
- 2015: Prix C.I.C.A.E., Cannes 2015, für Der Schamane und die Schlange
- 2015: Goldener Pfau für den besten Film, International Film Festival of India, für Der Schamane und die Schlange
- 2015: Preis für den besten Film, Festival Internacional de Cine de Mar del Plata, für Der Schamane und die Schlange
- 2016: Nominierung Independent Spirit Award, Bester internationaler Film, für Der Schamane und die Schlange